# Ampulex crawshayi
Ampulex crawshayi är en  stekelart som beskrevs av Rowland Edwards Turner 1917.
Ampulex crawshayi ingår i släktet Ampulex och familjen Ampulicidae. Inga underarter finns listade i Catalogue of Life.